# Karađorđev trg
Le Karađorđev trg (en serbe cyrillique : Карађорђев трг) est une place et un quartier de Belgrade, la capitale de la Serbie, situés dans la municipalité de Zemun et dans le quartier de Donji Grad.
Le Karađorđev trg ou « place de Karađorđe » est ainsi nommée en hommage à Karageorges (1762-1817), qui fut le chef du premier soulèvement serbe contre les Ottomans et le fondateur de la dynastie des Karađorđević.

## Emplacement
Le Karađorđev trg, situé près de la rive droite du Danube, naît au croisement des rues Karađorđeva et 22. oktobra et se termine au niveau du Bulevar Nikole Tesle qui en constitue le prolongement.

## Transports
La place est desservie par plusieurs lignes de bus de la société GSP Beograd, soit les lignes 15 (Zeleni venac - Zemun Novi Grad), 84 (Zeleni venac – Nova Galenika), 704 (Zeleni venac – Zemun polje) et 707 (Zeleni venac – Mala pruga – Zemun polje).